# Nazionale maschile di football sala del Paraguay
La nazionale maschile di futsal AMF del Paraguay è, in senso generale, una qualsiasi delle selezioni nazionali di futsal della Federacion Paraguaya de Futbol de Salon che rappresentano il Paraguay nelle varie competizioni ufficiali o amichevoli riservate a squadre nazionali organizzate dalla Asociación Mundial de Futsal o dalle sue affiliate.
Questa squadra nazionale è stata per lungo tempo, dagli anni 1960 agli anni 1980 la seconda forza del calcio a 5 sudamericano, con una vittoria nel Campionato Sudamericano e sei piazze d'onore tra il 1965 ed il 1989, hanno inoltre ottenuto due medaglie d'argento ai Campionati panamericani del 1980 e del 1984. I paraguaiani hanno comunque raggiunto per la prima volta il loro apice nel 1988 quando in Australia si sono laureati campioni del mondo dopo aver sconfitto i fortissimi campioni del mondo del Brasile.
La Albirroja ha poi continuato la sua attività dapprima all'interno della PANAFUTSAL e poi della AMF, rimanendo tra le migliori nazionali del mondo: dopo la piazza d'onore ai mondiali italiani del 1991, il Paraguay si ripresentò ai mondiali argentini del 1994 tra le favorite, ma ritirò la squadra ai quarti di finale per protesta. Nel 1997 non fu presente, mentre nel 2000 rimase fuori dalle prime quattro, battuta dai padroni di casa boliviani nei quarti di finale.
I successivi due campionati mondiali furono invece assai propizi per i paraguayani: nel 2003, tra le mura di casa, nel girone finale sconfisse i campioni uscenti ed i precedenti finalisti con tre vittorie su tre gare, tornando a vincere un mondiale dopo 15 anni. A Mendoza, nel 2007 ha battuto in finale i padroni di casa argentini per 1-0 superando così il Brasile per numero di titoli vinti.

## Risultati nelle competizioni internazionali

### Campionato mondiale di calcio a 5
- 1982 - Secondo posto (1-0 dal Brasile)
- 1985 - Terzo posto (10-3 all'Argentina)
- 1988 - Campione del Mondo (2-1 al Brasile)
- 1991 - Secondo posto
- 1994 - Quarti di finale
- 1997 - non presente
- 2000 - Quarti di finale
- 2003 - Campione del Mondo (Vittoria nel girone finale)
- 2007 - Campione del Mondo (1-0 all'Argentina)
- 2011 - Secondo posto

### Campeonato Sul-Americano
- 1969 - Campione Sudamericano
- 1969 - finalista
- 1971 - terzo posto
- 1973 - terzo posto
- 1975 - terzo posto
- 1976 - finalista
- 1977 - finalista
- 1979 - nn
- 1983 - finalista
- 1986 - finalista
- 1989 - finalista